# Marie NDiaye
Marie NDiaye (Loiret, Francia, 4 de junio de 1967) es una escritora francesa galardonada con el Premio Femina en 2001 por Rosie Carpe, y el Premio Goncourt en 2009 por Tres mujeres fuertes.
Comenzó a escribir con 12-13 años, su madre es francesa y su padre senegalés, se crio con su hermano mayor Pap Ndiaye y su madre, ya que su padre se tuvo que ir a África cuando ella tenía un año.
Está casada con el escritor Jean-Yves Cendrey

## Obras

### Novela y relato corto
- Quant au riche avenir - Minuit, 1985 (ISBN 2-7073-1018-2)
- Comédie classique - P.O.L, 1988 (ISBN 2-86744-082-3)
- La femme changée en bûche - Minuit, 1989 (ISBN 2-7073-1285-1)
- En famille - Minuit, 1991 (ISBN 2-7073-1367-X)
- Un temps de saison - Minuit, 1994 (ISBN 2-7073-1474-9)
- La Sorcière - Minuit, 1996 (ISBN 2-7073-1569-9)
- Rosie Carpe - Minuit, Prix Femina 2001 (ISBN 2-7073-1740-3)
- Tous mes amis, nouvelles - Minuit, 2004 (ISBN 2-7073-1859-0)
- Autoportrait en vert - Mercure de France, 2005 (ISBN 2-7152-2481-8)
- Mon cœur a l'etroit - Gallimard, 2007 (ISBN 978-2-07-077457-9)
- Trois femmes puissantes - Gallimard, Prix Goncourt, 2009 (ISBN 978-2070786541) — Tres mujeres fuertes, trad.: José Ramón Monreal Salvador; Acantilado, Barcelona, 2010

### Teatro
- Hilda - Minuit, 1999 (ISBN 2-7073-1661-X)
- Papa doit manger - Minuit, 2003 (ISBN 2-7073-1798-5)
- Rien d'humain - Les Solitaires Intempestifs, 2004 (ISBN 2-84681-095-8)
- Les serpents - Minuit, 2004 (ISBN 2-7073-1856-6)

### Literatura infantil
- La diablesse et son enfant, illustration Nadja - École des loisirs, 2000 (ISBN 2211056601)
- Les paradis de Prunelle, illustration Pierre Mornet - Albin Michel Jeunesse, 2003 (ISBN 2226140689)
- Le souhait, illustration Alice Charbin - École des loisirs, 2005 (ISBN 2211079628)

### Ensayo
- La naufragée - Flohic, 1999 (ISBN 2842340620)